# Hans Joachim Mendig
Hans Joachim Mendig (* 13. November 1953 in Bonn) ist ein deutscher Produzent von Fernsehserien und Spielfilmen. Eine der bekanntesten Serien, für die er verantwortlich zeichnete, ist die Krimiserie Ein Fall für zwei. Er war von 1999 bis 2009 Vorstand und Vorstandsvorsitzender der OdeonFilm AG. Von 2015 bis 2019 verantwortete er als Gründungsgeschäftsführer der HessenFilm und Medien GmbH die hessische Filmförderung.

## Werdegang
Hans Joachim Mendig absolvierte das Studienfach Betriebswirtschaft mit dem Diplom. Nach einem Werbeagentur-Trainee war er bei verschiedenen Fernsehsendern darunter beim Hessischen Rundfunk als Programmchef und Redaktionsleiter für Filme und Unterhaltungsprogramme tätig. Später war er Produzent und Geschäftsführer der Monaco Film Gruppe für Fernsehfilme, Reihen und Serien wie Die Kommissarin, Ein Fall für zwei, Der Kriminalist und Der Staatsanwalt. Von 1999 bis 2009 war er Mitglied des Vorstands der Odeon Film AG (ab 2002 Vorstandsvorsitzender). Dort hatte er als Vorstand auch die Verantwortung für die Herstellung diverser Kinofilme, insbesondere bei der Realisierung der Filmrechte von Erich Kästner sowie der ersten Realverfilmung von Asterix und Obelix mit Gérard Depardieu.
Von 1991 bis 2002 war Mendig Dozent an der Filmakademie Baden-Württemberg in Ludwigsburg sowie von 1993 bis 1999 an der Fachhochschule Wiesbaden. 2018 wurde er als Honorarprofessor Film und Medien an die Hochschule Darmstadt berufen.
2010 gründete Mendig die Zelos Media GmbH, deren Geschäftsführer er war. Zelos Media beschäftigte sich mit Medienproduktionen sowie mit Unternehmensberatung. 2015 wurde er vom Hessischen Minister für Wissenschaft und Kunst (HMWK), Boris Rhein, zum Gründungsgeschäftsführer der neuen HessenFilm und Medien GmbH die Filmförderung des Landes Hessen. Dieses Amt bekleidete er bis 2019. Von 2020 bis 2021 war Mendig Gründungsvorsitzender des Aufsichtsrats der action press AG.

## Mitgliedschaften
- 2015–2020: Mitglied des Bildungskomitee des Deutschen Filminstituts.
- 2020: Mitglied des Kuratoriums Bürger- und Stadtteilpreis, den die im Frankfurter Stadtrat vertretene Partei der Bürger für Frankfurt BFF verleiht.
- 2022: Mitglied des Beirats des Wirtschaftsclub Rhein Main e.V.

## Kontroversen
Zu einem Mittagessen traf Mendig am 24. Juli 2019 in Frankfurt am Main mit dem PR-Berater Moritz Hunzinger und dem damaligen Mitglied des Europaparlaments und Bundesvorsitzenden der Alternative für Deutschland, Jörg Meuthen. Meuthen postete ein Foto dieser Begegnung bei Instagram  mit dem Kommentar: „Sehr angeregter und konstruktiver politischer Gedankenaustausch“. Zwei Monate später wurde das Foto in einem Artikel im Frankfurter Stadtmagazin Journal Frankfurt veröffentlicht, womit das Mittagessen breite Aufmerksamkeit erhielt und Kritik hervorrief, insbesondere aus der hessischen und deutschen Filmbranche. Von den hessischen Oppositionsparteien SPD und Die Linke sowie von dem Regierungskoalitionspartner Bündnis 90/Die Grünen wurde das Treffen missbilligt.
Im Zuge der öffentlichen Kontroverse um dieses Foto beendete der Aufsichtsrat der HessenFilm und Medien GmbH unter Vorsitz der hessischen Ministerin für Wissenschaft und Kunst, Angela Dorn (Bündnis 90/Die Grünen) im September 2019 die Geschäftsführertätigkeit von Mendig.

## Filmografie (Auswahl)

### Als Redakteur
- Drei Damen vom Grill
- Treffpunkt Airport
- Schloß Hohenstein
- Hecht & Haie
- Murder she wrote (Synchron)
- Show-Specials

### Als Produzent
- Ein Fall für zwei
- Die Kommissarin
- Das Nest
- Der Landarzt
- Der Kriminalist
- Der Staatsanwalt
- diverse Fernsehfilme für ARD/ZDF/Sat1/RTL/Pro7

### Als Drehbuchautor
- Ein Fall für zwei (mehrere Folgen)
- Die Kommissarin (schriftstellerische Bearbeitung mehrerer Folgen)

## Auszeichnung
- Deutsche Fernsehpreise 2001/2005/2009
- Bayerischer Fernsehpreis
- Telestar
- Award of Master Corporate Media 2010 „Wisag-Imagefilm“